# 冠山雀属
冠山雀属（学名：Lophophanes）为山雀科的一个属。

## 下属物种
本属包括以下物种：
- 冠山雀 Lophophanes cristatus (Linnaeus, 1758)
- 褐冠山雀 Lophophanes dichrous (Blyth, 1845)